# 阿伦扎诺
阿伦扎诺（義大利語：Arenzano）是意大利利古里亚大区熱那亞廣域市的一个市镇。

## 友好城市
- 希腊Loutraki 1957年
- 法国蓬图瓦兹 1958年
- 荷兰栋堡 1958年
- 摩洛哥杰迪代 1964年
- 匈牙利陶陶 1994年
- 意大利卡拉塞塔 2009年